# تاسارولو
تاسارولو (بالإيطالية: Tassarolo)‏ هي بلدية في مقاطعة ألساندريا في إقليم بييمونتي في إيطاليا.

## السكان
في سنة 1861 بلغ عدد السكان 757 نسمة، وتطور العدد ليصل في سنة 2011 لـ 636 نسمة.
يظهر هذا المخطط البياني تطور النمو السكاني لـ تاسارولو